# Várgesztes, Komárom-Esztergom
Várgesztes (în germană Gestitz) este un sat în districtul Tatabánya, județul Komárom-Esztergom, Ungaria, având o populație de 572 de locuitori (2011).

## Demografie
Componența etnică a satului Várgesztes
     Maghiari (69,29%)
     Germani (30,71%)
Componența confesională a satului Várgesztes
     Romano-catolici (52,97%)
     Fără religie (6,82%)
     Reformați (3,67%)
     Necunoscută (35,14%)
     Alte religii (3,32%)
Conform recensământului din 2011, satul Várgesztes avea 572 de locuitori. Din punct de vedere etnic, majoritatea locuitorilor (69,29%) erau maghiari, cu o minoritate de germani (30,71%).  Din punct de vedere confesional, majoritatea locuitorilor (52,97%) erau romano-catolici, existând și minorități de persoane fără religie (6,82%) și reformați (3,67%). Pentru 35,14% din locuitori nu este cunoscută apartenența confesională.